# Landtag Schwarzburg-Rudolstadt (1896–1899)
Dieser Artikel behandelt den Landtag Schwarzburg-Rudolstadt 1896–1899 .

## Landtag
Die Landtagswahl fand am 29. Oktober 1896 statt.
Als Abgeordnete wurden gewählt:
| Name                                | Partei      | Wohnort       | Kurie             | Wahlkreis                        | Anmerkung |
| ----------------------------------- | ----------- | ------------- | ----------------- | -------------------------------- | --------- |
| Johann Christian Karl Apel          | SPD         | Frankenhausen | Allgemeine Wahlen | Frankenhausen I                  |           |
| Paul Hugo Adolf Hermann von Bamberg | freis.      | Stadtilm      | Allgemeine Wahlen | Ilm                              |           |
| Otto Härtel                         | freis.      | Rudolstadt    | Höchstbesteuerte  | Landratsamtsbezirk Rudolstadt I  |           |
| Carl Robert Mylius Henkel           |             | Oberweißbach  | Allgemeine Wahlen | Oberweißbach                     |           |
| Caesar Carl Hertwig                 | NLP         | Katzhütte     | Allgemeine Wahlen | Katzhütte                        |           |
| Wilhelm Carl Robert Kämmerer        | kons. (BdL) | Ringleben     | Allgemeine Wahlen | Frankenhausen II                 |           |
| Hermann Berthold Kirsten            | kons. (BdL) | Zeigerheim    | Allgemeine Wahlen | Blankenburg                      |           |
| August Viktor Krieger               | kons. (BdL) | Großhettstedt | Höchstbesteuerte  | Landratsamtsbezirk Rudolstadt II |           |
| Johann Hermann Liebmann             | freis.      | Rudolstadt    | Allgemeine Wahlen | Rudolstadt II                    |           |
| Friedrich Rudolf Lüttich            | freis.      | Esperstedt    | Höchstbesteuerte  | Landratsamtsbezirk Frankenhausen |           |
| Theodor Hildebert Munsche           |             | Oberköditz    | Höchstbesteuerte  | Landratsamtsbezirk Königsee      |           |
| Friedrich Wilhelm Richter           | NL          | Rudolstadt    | Allgemeine Wahlen | Rudolstadt I                     |           |
| Johann Friedrich Wilhelm Steiger    |             | Schlotheim    | Allgemeine Wahlen | Schlotheim                       |           |
| Johann Friedrich Eduard Weniger     |             | Laasen        | Allgemeine Wahlen | Leutenberg                       |           |
| August Richard Werner               |             | Königsee      | Allgemeine Wahlen | Königsee II                      |           |
| Julius Friedrich Günther Wilhelm    | SPD         | Königsee      | Allgemeine Wahlen | Königsee I                       |           |

Der Landtag wählte unter Alterspräsident Hermann Liebmann seinen Vorstand. Landtags-Director (Parlamentspräsident) wurde Fritz Lüttich. Als Stellvertreter wurde Otto Härtel gewählt.
Der Landtag kam zwischen dem 24. November 1896 und dem 3. Juli 1899 zu 29 öffentlichen Plenarsitzungen in einer ordentlichen und drei außerordentlichen Sitzungsperioden zusammen.